# The Temptation of Edwin Swayne
The Temptation of Edwin Swayne est un film muet américain réalisé par Frank Lloyd et sorti en 1915.

## Synopsis
Edwin Swayne fait la connaissance de Frances Bridges, qu'il finit par épouser mais Dado Scholl, qui est amoureuse de lui, fait la promesse de se venger de ce couple. 

## Fiche technique
- Titre : The Temptation of Edwin Swayne
- Réalisation : Frank Lloyd
- Scénario : Ruth Ann Baldwin
- Production : Rex Motion Picture Company
- Distribution : Universal Film Manufacturing Company
- Genre : Film dramatique
- Date de sortie : 
  - États-Unis : 24 janvier 1915

## Distribution
- Frank Lloyd : Edwin Swayne
- Helen Leslie : Frances Bridges
- Gretchen Lederer : Dado Scholl
- George Larkin : Davidson
- Marc Robbins